# Maria Terlikowska
Maria Terlikowska ps. Marcin Terebesz (ur. 1 kwietnia 1920 w Prużance na Polesiu, zm. 1 marca 1990 r. w Warszawie) – polska pisarka dziecięca, poetka, scenarzystka filmów animowanych, autorka słuchowisk radiowych i audycji telewizyjnych.
Studiowała prawo na Uniwersytecie Warszawskim.
Debiutowała jako dziennikarka. Początkowo pracowała  w „Rzeczpospolitej”, następnie w „Dzienniku Bałtyckim”.  W roku 1949 została zatrudniona w czasopiśmie „Gromada” przekształconym następnie w roku 1952, po połączeniu  z „Rolnikiem Polskim”, w gazetę „Gromada – Rolnik Polski”.
Tutaj pod pseudonimem Marcin Terebesz, publikowała swoje artykuły i wywiady skierowane do dorosłych czytelników. Ostatni tekst tak sygnowany ukazał się w tej gazecie pod koniec 1989 roku.
W niedzielnym wydaniu,  na ostatniej stronie „Gromady – Rolnik Polski” prowadziła też dział rozrywki i kolumnę humoru, a także od roku 1975 zaczęła tworzyć horoskopy.

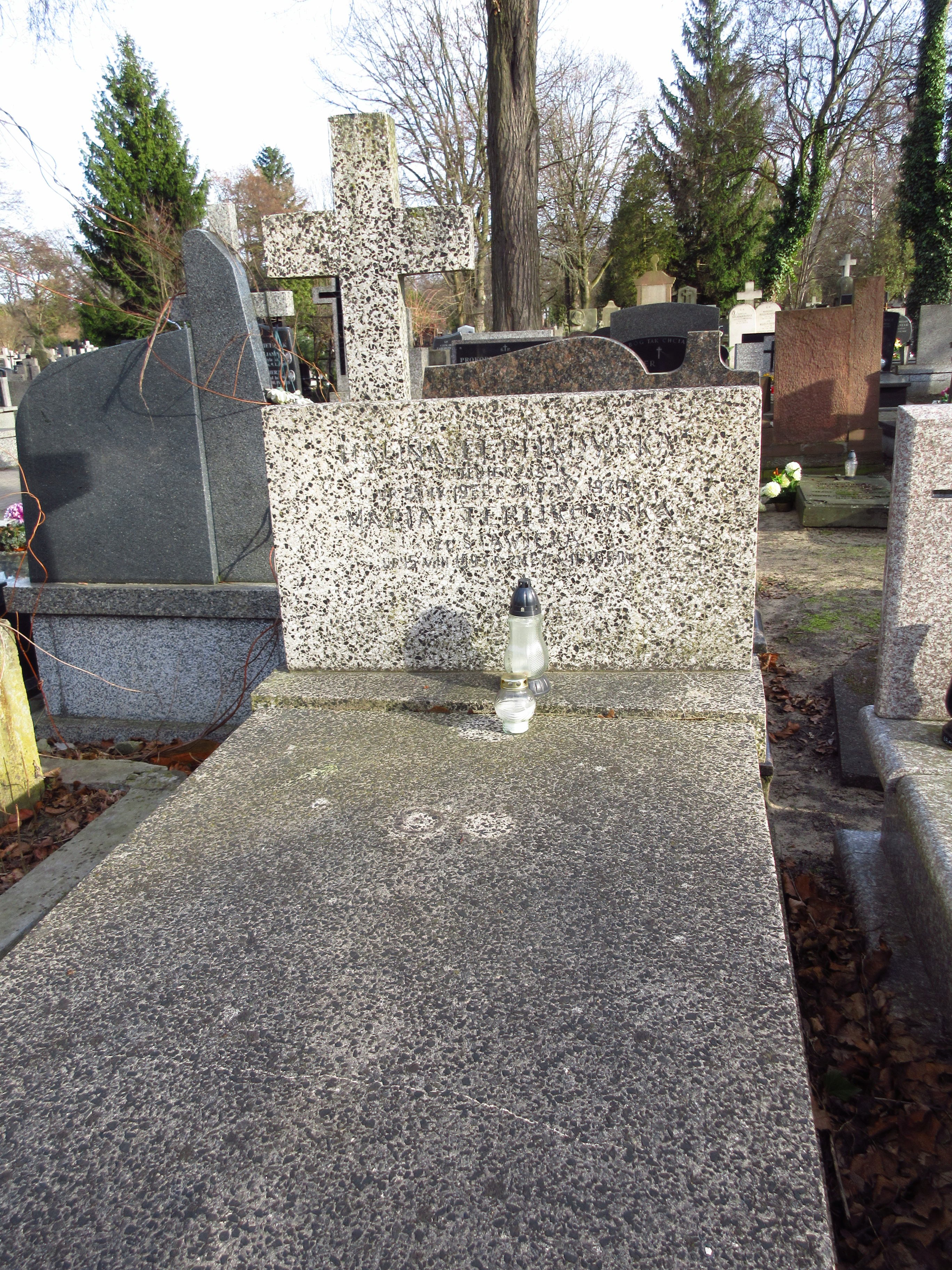
Grób Marii Terlikowskiej na Cmentarzu Bródnowskim.

Od roku 1950 Maria Terlikowska była stałą współpracowniczką prasy dziecięcej.
Publikowała  na łamach „Misia”, „Świerszczyka”, „Płomyczka” i „Płomyka” oraz „Jutrzenki” miesięcznika dla najmłodszych  wydawanego w Czeskim Cieszynie. Jej utwory ukazywały się w czasopismach polonijnych, takich jak wydawane w Londynie: miesięcznik „Razem Młodzi Przyjaciele” dla nastolatków, miesięcznik „Dziatwa” dla najmłodszych oraz „Gazeta Niedzielna”. A także gazet polonijnych Nowego Świata: Tygodnika „Związkowiec” (Toronto), Nowego Dziennika – Tygodnia Polskiego” (Jersey City, Nowy Jork), czy tygodnika  „Głos Polski” (Buenos Aires).
Łącznie  Terlikowska wydrukowała w prasie około 200 głównie wierszowanych utworów dla dzieci.
W latach 1952–1988 opublikowała też  ponad 30 ilustrowanych książeczek dla maluchów, a także utwory prozatorskie przeznaczone dla dzieci starszych.
Książki pisarki były też tłumaczone na języki obce.
Pisała piosenki dla dzieci, opublikowane  w śpiewnikach: Nasza orkiestra (1960) i Moja piosenka (1961).
Była też autorką słuchowisk radiowych i teatralnych spektakli telewizyjnych dla przedszkoli oraz szkół.
Pisała scenariusze  do krótkometrażowych filmów telewizyjnych i „dobranocek” takich jak: „Różne przygody Gąski Balbinki” oraz „Dwa koty i pies trzeci”, a także  do: nagrodzonego  na II Biennale Sztuki dla Dziecka w Poznaniu obrazu „Ameba”,  „Przygód kropli wody”, „Kolorowego koła”, „W pogoni za kwadratem”, „Wszystko lata”.
Pochowana na cmentarzu Bródnowskim w Warszawie (kwatera 38A-4-29).

## Twórczość
- Awantura o lemura (1956)
- O przygodzie w Krzywogrodzie (1962)
- Fajka kapitana Pykpyka (1962)
- Chodzi mucha po globusie (1963)
- Czarodziejskie trójkąty (1964; dydaktyczna, o geometrii)
- Kolorowe koła (1964; dydaktyczna, o geometrii)
- Przygody kropli wody (1965)
- Pan Zefirek szuka słońca (1968; dydaktyczna, o meteorologii i geografii)
- Malowana awantura (1968)
- W pogoni za kwadratem (1970; dydaktyczna, o geometrii)
- Cześć, Balbina (1973)
- Ten z piegami i tamten z nosem (1974)
- Drzewo do samego nieba (1975)
- Kuchnia pełna cudów (1977; książka kucharska dla najmłodszych)
- Dwa koty i pies trzeci (1978; także serial dobranockowy w 1975 roku)
- Trzy po trzy z petitem (1979; o tajnikach poligrafii)
- Kuchnia z niespodzianką (1980; książka kucharska dla najmłodszych)
- Nikt się nie trzęsie (1980)
- Sami ogrodnicy (1981)